# Bernardo Andrés Álvarez Tapia
Bernardo Andrés Álvarez Tapia (* 4. August 1980 in Talcahuano) ist ein chilenischer römisch-katholischer Geistlicher und Weihbischof in Concepción.

## Leben
Bernardo Andrés Álvarez Tapia besuchte das Colegio Santa Bernardita und das Liceo La Asunción in Talcahuano. Anschließend studierte er zunächst einige Jahre Ingenieurwissenschaften, bevor er 2002 in das Priesterseminar in Concepción eintrat. An der Universidad Católica de la Santísima Concepción erwarb Álvarez Tapia ein Lizenziat im Fach Religionswissenschaft. Am 21. November 2009 empfing er das Sakrament der Priesterweihe für das Erzbistum Concepción.
Álvarez Tapia war zunächst als Pfarrvikar und später als Pfarradministrator tätig, bevor er 2013 Pfarrer und Rektor des Heiligtums San Sebastián in Yumbel wurde. 2015 wurde Bernardo Andrés Álvarez Tapia zudem Pfarrer der Pfarrei Santa Filomena in Cabrero. Daneben war er von 2014 bis 2017 Dechant. Ab 2014 gehörte er außerdem der nationalen Kommission für die Heiligtümer und die Volksfrömmigkeit an. Nachdem Bernardo Andrés Álvarez Tapia 2019 an der Päpstlichen Katholischen Universität von Chile in Santiago de Chile einige Kurse im Fach Katholische Theologie absolviert hatte, wurde er 2020 Regens des Priesterseminars des Erzbistums Concepción.
Am 23. Februar 2022 ernannte ihn Papst Franziskus zum Titularbischof von Theuzi und zum Weihbischof in Concepción. Der Erzbischof von Concepción, Fernando Natalio Chomalí Garib, spendete ihm und Óscar Walter García Barreto am 30. April desselben Jahres in der Kathedrale von Concepción die Bischofsweihe; Mitkonsekratoren waren der Apostolische Nuntius in Chile, Erzbischof Alberto Ortega Martín, und der Bischof von San Bartolomé de Chillán, Sergio Hernán Pérez de Arce Arriagada SSCC.
Seit Oktober 2023 leitet Álvarez Tapia zudem das vakante Erzbistum Concepción als Diözesanadministrator.